# برنده (فیلم ۱۹۸۲)
برنده (به هندی: Vijeta) فیلمی محصول سال ۱۹۸۲ و به کارگردانی گوویند نیهلانی است. در این فیلم بازیگرانی همچون شاشی کاپور، ریکا، آمریش پوری، کونال کاپور، سوپریا پاتاک و اوم پوری ایفای نقش کرده‌اند.